# Аррідей (воєначальник)
Аррідей (воєначальник) ( дав.-гр. Ἀρριδαῖoς ; IV століття до зв. е. ) - македонський воєначальник.

## Біографія

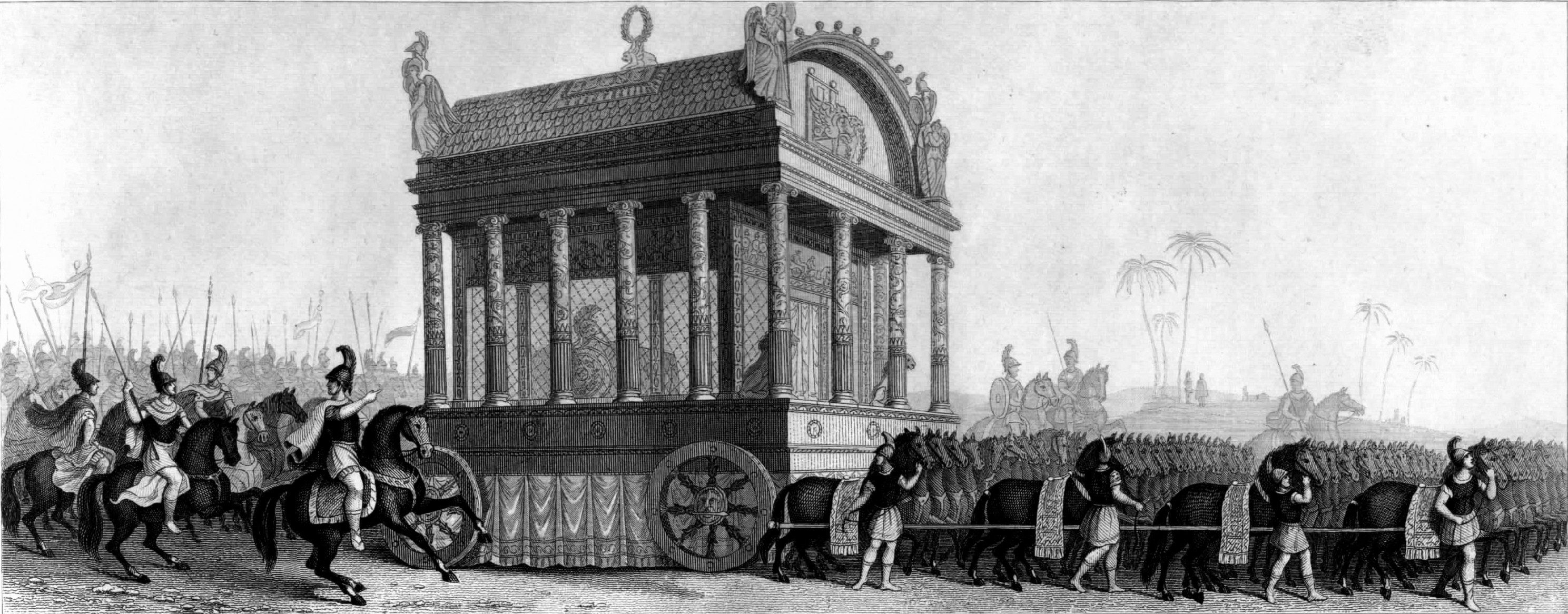
Похоронна процесія згідно з Діодором (Реконструкція XIX століття)

Аррідей 323 р. до н. е. організував перевезення тіла Олександра Македонського до Птолемея в Олександрію всупереч наказу Пердікки, який хотів, щоб Олександр був похований у храмі Амона .
Після загибелі Пердікки 321 р. до н. е. під час єгипетського походу Аррідей разом з Піфоном на пропозицію Птолемея був обраний регентом за македонських царів. Однак того ж року через підступи Евридики вони були змушені скласти ці повноваження.
Під час  розділу сатрапій у Тріпарадисі того ж року Аррідей отримав в управління Геллеспонтську Фригію.
У 319 року до н. е. після смерті старого Антипатра Антигон намірився силою усунути від влади всіх азійських сатрапів та передати їхні пости своїм друзям. Аррідей, дізнавшись про цей задум, вирішив посилити безпеку своєї сатрапії та ввести гарнізони у всі найбільш значущі поліси, що залишалися незалежними. Він направив проти великого міста Кізіка, що мало найбільш важливе стратегічне значення, велике військо з десяти тисяч найманців, тисячі македонян, п'ятсот перських лучників і пращників, а також вісімсот вершників. Оскільки напад виявився несподіваним, у Кізіці виявилося не так багато жителів, проте вони були готові захищати свою свободу. Містянам вдалося отримати допомогу з Візантія, а також за допомогою тривалих хибних переговорів про здачу, мобілізувати для оборони рабів. Завдяки своєму розташуванню на півострові місто було малоприступне з боку суші. Також Кізик мав власні військові кораблі, на яких вдалося доставити в місто громадян із сільського округу. Під час бойових дій загинули багато воїнів Аррідея, через що, було вирішено зняти облогу.
Це стало для Антигона приводом для того, щоб вимагати відставки Аррідея. Проти сатрапа Геллеспонтської Фригії були висунуті звинувачення в тому, що Аррідей посмів напасти на союзне грецьке місто, яке не вчинило жодної провини, а довірену йому сатрапію хотів звернути у своє приватне володіння. Аррідей, вислухавши послів, відмовився йти з посади і направив частину своєї армії на допомогу обложеному в фортеці Нора Евмену, ворожому Антигону.
Згодом Аррідей знаходився зі своїми воїнами в армії Кліта — наближеного до Поліперхона. Більше у джерелах ім'я Аррідея не зустрічається.